# Ursula Patzschke-Beutel
Ursula Patzschke-Beutel (* 6. Januar 1912; † 24. März 1995 in Frankfurt am Main) war eine deutsche Fernsehansagerin. Sie war die weltweit erste Ansagerin eines Fernsehprogramms bei dem Fernsehsender Paul Nipkow.

## Leben
Patzschke absolvierte zunächst eine Ausbildung als Schauspielerin. 1935 wurde sie als „Postfacharbeiterin“ bei der Reichspost angestellt, da es damals noch keine Planstelle für Ansagerinnen gab.
Patzschke heiratete am 28. August 1943. Aus der Ehe gingen zwei Töchter (* 1944, * 1945) hervor. Ihre erste Tochter (* 1937) starb 2016.
Sie begrüßte die Fernsehzuschauer zum Sendestart des Fernsehsenders Paul Nipkow am 23. März 1935 mit den Worten: „Achtung, hier sind die Ultrakurzwellensender Berlin-Witzleben auf Welle 6,772 m für Bild und auf Welle 7,06 m für Ton. Das Reichspostzentralamt überträgt Versuchssendungen.“ Gesendet wurde dreimal wöchentlich für zwei Stunden (20:00 Uhr – 22:00 Uhr). In den Sendepausen und sprechfreien Zeiten sollte Patzschke als Filmkleberin tätig sein.
Bei der ersten Live-Übertragung war Ursula Patzschke für zehn Sendeminuten vorbereitet, musste jedoch aufgrund des großen Zuschauerinteresses improvisieren. Daher ließ sie ihren Hund „Hex“ auftreten, der so zum ersten Fernsehhund avancierte.
Anfang 1936 wurde Patzschke wegen „politischer Unzuverlässigkeit“ entlassen. Ab 15. Januar 1936 übernahm Else Elster ihre Position.
Ursula Patzschke-Beutel flüchtete 1955 aus der DDR und lebte in Frankfurt am Main.

## Filmografie
- 1964: Das Leben ist die größte Schau – Seltsame Geschichten und komische Begebenheiten[7]